# Britanniske sprog
Britanniske sprog (eller brytoniske sprog) er den ene hovedgruppe af keltiske sprog. Den omfatter de nulevende sprog walisisk (kymrisk) i Wales, bretonsk i Bretagne og kornisk i Cornwall, samt cumbrisk, der taltes i Cumberland og Strathclyde frem til 1200-tallet og muligvis piktisk, der taltes i det skotske højland.
Alle sprogene nedstammer fra det keltiske sprog i Britannien før den angelsaksiske invasion af øen.
Britanniske sprog kaldes også P-keltiske sprog på grund af måden fonemet *kw fra urindoeuropæisk har udviklet sig til p, i modsætning til i de goideliske sprog (gælisk), hvor det er blevet til c.

## Karakteristika
Udover udviklingen af *kw til p har britanniske sprog følgende karakteristika, som adskiller dem fra andre keltiske sprog:
- -m og -n behandles som -am og -an
- indledende s- efterfulgt af en vokal bliver til h-
  - irsk sean ("gammel"), sior ("lang"), samail ("lig/lignende")
  - bretonsk hen, hir, heñvelspil
- britanniske sprog beholder oprindelige nasaler foran -t
  - bretonsk kant ("hundrede") / irsk cead
- sp, sr, sv/sw blev f, fr, chwspil
  - *swero ("legetøj/spil") blev til walisisk chwarae og bretonsk c'hoari
  - *srokna ("næsebor") blev til walisisk ffroen og bretonsk froen
- indledende s- i andre kombinationer faldt bort
  - smero ("frugt") blev til walisisk mwyar og bretonsk mouarKeltiske_sprog
  - slemon ("glat") blev til walisisk llyfn og bretonsk levn
- w blev gw hvor den i goideliske sprog blev f
  - windos ("hvid") blev til walisisk gwenn
  - wassos ("tjener/yngling") blev til walisisk gwas
- dobbelte plosiver blevet spiranter: pp, cc og tt blev f, ch (c'h), th (z) før en vokal eller likvid
  - cippus ("træstamme") blev til brytonisk kef og walisisk cyff
  - kattos blev til bretonsk kaz og walisisk cath
  - bukka blev til bretonsk boc'h og walisisk boch
- enkle, ustemte plosiver og stemt d, b og m placeret intervokalisk blev til bløde spiranter
  - walisisk dd[ð], th[θ], f [v]
  - bretonsk z, v

## Historie
De moderne britanniske sprog regnes generelt for at komme fra et fælles ursprog kaldet britisk, fællesbritannisk, gammelbritannisk eller protobritannisk. Dette antages at have udviklet sig fra protokeltisk, som muligvis blev introduceret i Storbritannien fra midten af det andet årtusinde før Kristus (Hawkes, 1973). De britanniske sprog blev talt i det meste i Storbritannien syd for Forth og Clyde i det nuværende centrale Skotland. Øen Man havde derimod et goidelisk sprog. I det nordlige Skotland talte man piktisk, som kan have været et britannisk sprog. R. F. O'Rahilly har lanceret en teori om, at Irland var befolket af britannisktalende i en periode, men at disse blev fordrevet af goidelisktalende, muligvis quaretiere fra det sydlige Frankrig. Andre sprogforskere, som Dillon og Chadwick, har afvist denne teori og mener, at den ikke er plausibel. 
Under den romerske besættelse af Britannien, fra 43 til 410, foregik der omfattende indlån af latinske ord i britannisk. Dette gælder både ord for koncepter, som var fremmede for de præ-urbanske keltiske samfund i Storbritannien, som forhold vedrørende byer og militære termer, og for mere dagligdags ord. Blandt andet er ordet for "fisk" i alle de britanniske sprog afledt af latinsk piscis og ikke keltisk *ēskos. Omkring 800 af disse latinske låneord har overlevet i de tre nulevende britanniske sprog. Romerske forfattere bruger begrebet romano-britisk om den latiniserede form af det britiske sprog.
Det er sandsynligt, at det var så sent som i romersk tid, at ursproget blev inddelt i mindst to større dialektgrupper, den sydvestlige og den vestlige. Det er også sandsynligt, at der fandtes en østlig dialekt, som blev talt i det østlige England, men denne sprogform har sat få spor efter sig og kan ikke dokumenteres. Mod slutningen af den romerske besættelse begyndte dialekterne at udvikle sig til separate sprog. Den vestlige dialekt blev til cumbrisk og walisisk, mens den sydvestlige blev til kornisk og dets søstersprog bretonsk. Sidstnævnte blev ført fra Storbritannien til Armorica på kontinentet af grupper fordrevet af angelsakserne. Jackson har påvist, at visse af dialektforskellene kan gå længere tilbage. Man finder nye tendenser til, at sproget i forskellige dele af Britannien fjerner sig fra hinanden omkring år 500, men op igennem det 6. århundrede er der tillige fælles udviklinger. Også i det 7. århundrede er der fælles udviklinger, men det er usikkert, om dette skyldes sproglig kontakt eller udviklingstendenser, som ligger i selve sprogene. Forskerne regner med, at der inden 600 ikke længere eksisterede noget fælles britannisk sprog. Der er grund til at antage, at et betydeligt antal britannisktalende blev boende i områder kontrolleret af angelsaksere, men de eneste spor, man har efter deres sprog, er stednavne, så det er ikke muligt at følge deres sproglige udvikling. Forskerne antager, at disse grupper efterhånden gik over til at tale oldengelsk. 
De britanniske sprog, som blev talt af mindre grupper i Skotland, på Man og i Vestengland, blev fra det 5. århundrede fortrængt af irske, norrøne og germanske erobrere. Det antages, at der med undtagelse af Cornwall og grænseområderne mod Wales ikke længere fandtes brittanisktalende i disse områder i det 12. århundrede, hvor optegnelserne af cumbrisk ophører.
 Denne artikel bør gennemlæses af en person med fagkendskab for at sikre den faglige korrekthed.